# Llacuna Te Whanga
La Llacuna Te Whanga és una llacuna de l'illa Chatham, a la costa est de Nova Zelanda, al sud de l'oceà Pacífic, que té una extensió de 160 km². És la sortida d'uns quants rius petits al sud muntanyós de l'illa, que arriben al Pacífic a través d'escletxes de la Badia Hanson, a la costa est de l'illa.
Conté moltes dents fossilitzades de tauró, que es poden recollir a les vores de la llacuna, i és probable que amb el temps la llacuna s'acabi obstruint amb els sediments.